# Standoff - Punto morto
Standoff - Punto Morto (Standoff) è un film del 2016 scritto e diretto da Adam Alleca.

## Trama
Una bambina orfana di genitori, Isabelle, assiste casualmente a un'esecuzione per mano di un Sicario, scattandone pure la foto del volto scoperto. Il malvivente si accorge della sua presenza e, dopo che uccide anche il fidanzato della zia della piccola, la insegue con l'intento di eliminarla e distruggere le prove che lo incriminerebbero. La bambina scappa e trova riparo nella casa di un ex militare, Carter, che vive per conto suo in una zona isolata in seguito alla tragica morte del figlio e l'abbandono da parte della moglie. L'uomo decide di aiutare la bambina e si barrica in casa per proteggere quest'ultima dalla minaccia del Sicario. Tra i due ha inizio un lungo confronto sia verbale che armato.